# 克維特涅韋 (柳巴爾區)
49°54′33″N 27°37′10″E / 49.90917°N 27.61944°E
克維特涅韋（烏克蘭語：Квітневе）是烏克蘭北部的村莊，隸屬日托米爾州的日托米爾區。該村面積4.33平方公里，海拔高度283米，2001年人口96，人口密度每平方公里22.15人。